# Гламоч
Гламоч је градско насеље и сједиште истоимене општине у Федерацији Босне и Херцеговине, БиХ. Према подацима пописа становништва 2013. године, у Гламочу је укупно пописано 1.885 лица.

## Порекло имена
Постоји више теорија о настанку имена Гламоч. Базираћемо се на некима од њих, које се сматрају за најприхватљивије.
Према једној, град је добио име од ријечи думача (што значи увала), која је разним језичким трансформацијама због практичних разлога преиначена у Гламоч. Ту теорију тумачи и професор Дуле Никић, бивши кустос музеја Хасан Кикић у Ливну. По Никићу, на територију Гламоча доселило се словенско племе Гламочани које води поријекло из Дрездена у Њемачкој и по себи дало име новонасељеном крају крајем 6. или најкасније почетком 7. вијека. Ријеч думача Никић посматра као основу за постанак имена племена, с тим што је другачији изговор на племенском нарјечју и врло близак имену Гламоч које је настало том трансформацијом.
Ово подручје је од давнина било интересантно за многе цивилизације које су долазиле и пролазиле, свака остављајући нешто своје.
Према другој теорији, коју заступа и професор Милош Бојиновић, а према налазима њемачког лингвисте Јозефа Шица, ријеч гламоч настала је од ријечи глама, која означава каменито голо брдо, чуку... која се са једне стране полако и потпуно издиже, а са друге има стрми одсјек.
У бугарском језику ријеч глама означава високу стијену, а изворни облик ријечи је голома, ријеч прасродна са летонском ријечи пагалмс.
Проф. Бојиновић даје предност илирском поријеклу ријечи, сматрајући да је лингвистички приступ најпоузданији у одређивању њеног поријекла.
Илирско племе Делмати насељавало је широки простор Балканског полуострва, а нарочито појас динарско-далматинске зоне. Ово племе је углавном зависило од оваца као покретне имовине, лако покретљиве у зависности од околности. Према именици делма (у значењу овца) племе је названо Делматима, а регија у којој су живјели — Делматиа, што одговара данашњем називу Далмација. И данас постоје материјални докази о животу Делмата у овим крајевима, а то су углавном насеобине на врховима брда, назване градине.
Делмати су запосједали врхове брда ради прегледности терена, а до данас живи успомена како су Илири од Гламоча до Солина преносили вијести великим платненим површинама, обојеним нарочитим бојама са тачно одређеним значењем.
Дакле, по делми, насеобина је прво добила назив Делмоч, затим Дламоч, да би данас носила назив Гламоч. Према томе, ова ријеч означава крај пастира, овчара, односно мјесто погодно за узгајање оваца.

## Географија
Комплетна регија којој Гламоч припада има одређене предности за пољопривредну производњу у виду добрих климатских услова и воде. Гламочко поље лежи у западном делу БиХ са смером пружања који је паралелан са Динарским планинским системом, са којим чини сложен систем Динарског холокаста. Обод поља је представљен јако стрмим и високим кречњачким падинама.
Западној Босни и Херцеговини одговара подручје динарских била и поља која се према југоистоку настављају у планинску Херцеговину. Планинска била се састоје од кречњака, а између њих су спуштена и крашком ерозијом издубљена поља и у овом делу преовлађују кречњаци и доломити.
Са простране висоравни западне Босне дижу се планине високе од 1.700 до 2.000 метара и пружају се у паралелним низовима. Међусобно су одвојене тектонским крашким пољима, те зато висија има облик рашчлањеног свода, који се одликује широким и дугим планинским венцима.
Захваљујући шумама изванредног квалитета, које се простиру на површини од око 45000 хектара и свом географском положају, овај град има одличне природне претпоставке за развој туризма.
Гламочко поље је смештено између обронака високих планина, а сам град почива на великој надморској висини од 920 метара. Иако је удаљен само стотинак километара од Јадранског мора, ово је крај у коме царују зиме и брзо пролазе лета, па је цело подручје као створено за одмор и рекреацију.

### Клима
У климатском погледу, цео гламочки крај припада планинском крашком климату са кратким, сушним и свежим летом и веома дугим, хладним, снежним и суровим зимама.
Пролећно и јесење време овде врло кратко трају. Већ од септембра се јавља први снег, који формира доста високи снежни покривач, који се отопи тек средином маја.
Децембар, јануар и фебруар увек имају просечну температуру испод нуле. Лети температура ретко прелази 30 степени, а обично се креће око 28 степени. Просечна годишња температура у Гламочу износи 7,2 степена. Над гламочким крајем током године падне просечно изнад 1.480 мм падавина.

## Историја
Научници који су се бавили питањима култа код Делмата посебно наглашавају да је Гламочко поље, на којем је нађено највише потврда Силвановог култа, које је врховно и најзначајније божанство код Делмата, засигурно типични сточарско — шумарски крај.
Због овако добро организоване одбране, Римљанима је требало готово 200 година да освоје ово релативно мало подручје. У данашњем селу Халапић развио се римски град Салвијум под чијом се управом једно време налазило Гламочко поље. До 14. века Гламоч припада хрватско — угарском краљевству. Босански бан Стјепан II Котроманић 1326. године, у време тадашњих династијских борби у Хрватској, осваја Гламочко поље. Ово подручје се, после тога, у историјским изворима зове Завршје или Тропоље.
Око 1355. године, за време владавине Твртка Првог, Завршје пада под власт угарског краља Лајоша I, да би недуго након тога поново припадало Босни. Затим, Гламоч као место у Босни пада под османску власт 1463. године и остаје мало место на рубу Османског царства.
Доласком Аустроугарска стање се мења у Гламочу, као и у целој земљи. Уз велики број локалног православног и муслиманског становништва, у град се досељава и нешто католика, највише из Далмације. Доста касније, српски народ је пред налетом хрватске војске највећим делом избегао у делове Босанске Крајине под српском контролом.

### Други свјетски рат
На Илиндан 1941. године из самог Гламоча убијено је 70 до 80 Срба. Истог дана и сутрадан извршени су покољи Срба у оближњим селима: Рудине, Подградник, Ћирићи, Ђуличани, Петрово Врело, Асићи, Ковачевци, Озићи, Биличићи, Радослије и Опачићи.

### Гламоч током и након рата у Босни
На почетку рата у Босни, град и општина су у потпуности били под контролом Војске Републике Српске. На подручје општине деловала је 5. гламочка бригада 2. крајишког корпуса.
Дана 1. децембра 1994. године припадници Хрватског већа одбране и Оружаних снага Републике Хрватске извршили су жесток напад на српска насеља када су погинула три српска борца и две жене. У борбама је нестало 13 српских цивила и уништено 11 објеката.
У лето 1995. године, хрватске и муслиманске снаге су се удружиле у операцији Љето 95 и окупирале Гламоч, Босанско Грахово, Дрвар и доње Ливањско поље где су већинско становништво чинили Срби.
После завршетка рата у Босни, дошло је до прогона српског становништва. Раселили су се у Републику Српску и Србију, а велики број и у иностранство.
Српске куће остале су уништене и требало је пуно времена да се обнове. Тек скоро су преузете неке мере да град и села врате свој стари изглед и значај, али ипак, једина очувана и нетакнута ствар на том простору јесте природа која је била и заувек ће бити симбол Гламоча и Гламочког поља.
Тако је и етничка структура Гламоча знатно измењена. Доселио се значајан број Хрвата, а од српског становништва углавном су се вратила само старачка домаћинства.

## Културно-историјско наслеђе
Најстарије очуване грађевине на овом подручју датирају из доба када су овај крај насељавала Илирска племена. На многим местима по читавом пољу пронађени су остаци њихових грађевина, а негде и гробља.
После њих на ова подручја долазе Римљани, чији су се трагови такође задржали. Важно је напоменути да је кроз Гламочко поље пролазио стари римски пут Солин — Будимпешта, што довољно говори о важности овог места. Пронађено је мноштво остатака који су прикупљени до 1970. године. Највећи број споменика нађен је у подручју села Халапић.
Изнад града, у делу који носи име Стари град, видљиви су остаци тврђаве. Носи име Табија, што на турском значи име тврђава. О њој се зна толико да је из предтурског периода и босански краљ Стефан Остоја Котроманић је на простору Табије подигао себи замак.

### Традиционална ношња
У старије време, мушка традиционална народна ношња се састојала од опанака од опуте (коже од овце), плетених, вунених чарапа, чакшира, кошуље од конопље и јелека извезеног и протканог срмом који је био украшен старинским сребрним и златним новцем, а понекад и малим прапорцима. На глави се носила округла капа са извезеним српским грбом и ресама које су падале дубоко на леђа.
Женска традиционална ношња се састојала такође из опанака и плетених, вунених чарапа, сукње и кошуље од конопљиног платна. Носила се прегача преко сукње извезена и украшена као и јелек. На глави се носила бела марама.
Данас се становништво облачи на савремен и модеран начин.
Куће су се у Гламочу пре Другог светског рата градиле од дрвета, а биле су покривене шиндром (дрво). Имале су високе кровове због падавина и углавном су се састојале од две просторије: дневног боравка са огњиштем и спаваћом собом.

## Саобраћај
Осим путног саобраћаја у Гламочу је и писта Сухопоље удаљена од центра општине 4 km сјеверно. Конфигурација Гламочког поља је таква да авиони могу слетати на неколико места.

## Становништво
|                      | 2013.          | 1991.          | 1981.          | 1971.          | 1961.          |
| Укупно               | 1 885 (100,0%) | 4 256 (100,0%) | 3 777 (100,0%) | 2 597 (100,0%) | 1 626 (100,0%) |
| Хрвати               | 762 (40,42%)   | 43 (1,010%)    | 52 (1,377%)    | 85 (3,273%)    | 65 (3,998%)    |
| Срби                 | 556 (29,50%)   | 3 254 (76,46%) | 2 686 (71,11%) | 1 701 (65,50%) | 846 (52,03%)   |
| Бошњаци              | 549 (29,12%)   | 852 (20,02%)1  | 809 (21,42%)1  | 758 (29,19%)1  | 450 (27,68%)1  |
| Неизјашњени          | 9 (0,477%)     | –              | –              | –              | –              |
| Босанци              | 3 (0,159%)     | –              | –              | –              | –              |
| Црногорци            | 1 (0,053%)     | –              | 4 (0,106%)     | 5 (0,193%)     | 6 (0,369%)     |
| Албанци              | 1 (0,053%)     | –              | 3 (0,079%)     | 9 (0,347%)     | 2 (0,123%)     |
| Роми                 | 1 (0,053%)     | –              | –              | –              | –              |
| Муслимани            | 1 (0,053%)     | –              | –              | –              | –              |
| Босанци и Херцеговци | 1 (0,053%)     | –              | –              | –              | –              |
| Остали               | 1 (0,053%)     | 16 (0,376%)    | 9 (0,238%)     | 15 (0,578%)    | 4 (0,246%)     |
| Југословени          | –              | 91 (2,138%)    | 213 (5,639%)   | 23 (0,886%)    | 251 (15,44%)   |
| Македонци            | –              | –              | 1 (0,026%)     | 1 (0,039%)     | 1 (0,062%)     |
| Словенци             | –              | –              | –              | –              | 1 (0,062%)     |

1. 1 На пописима од 1971. до 1991. Бошњаци су пописивани углавном као Муслимани.

### Тривуновићи
Српске породице Тривуновића, које славе Петровдан, старе су у насељима на крашким пољима југозападне Босне, а има их и у долини Унца, као и у суседним далматинским областима.
У насељима на Гламочу, Тривуновићи су регистровани у Халапићу, Гламочу, Зајарузи и Врби. Као сточари, изгонили су своја стада на пашњаке Динаре и Старетине.
Њихово родно гнездо су Пеуље, а највећи број је из племена Гламочана и у насељима ових крашких области су још од средњег века.
Облик овог типичног гламочког презимена не гласи Трифуновић, како би требало према своме извору Светом Трифуну, већ је обичај да у многим речима слово Ф прелази у слово В.

## Познате личности
- Здравко Толимир, генерал и начелник Генералштаба ВРС
- Мирослав Чангаловић, српски оперски и концертни пјевач
- Обрад Пиљак, српски политичар и предсједник Предсједништва СР Босне и Херцеговине
- Стојан Срдић, српски драмски писац и књижевник
- Ристо Козомара, српски љекар и универзитетски професор
- Живомир Нинковић, генерал-потпуковник ВРС
- Војко Ђукић, српски љекар, универзитетски професор и академик[6]
- Жарко Ђукић, српски певач народне музике
- Милутин Козомара, српски љекар, доктор медицинских наука, специјалиста урологије